# دوري كرة القدم الإنجليزي 1919–20
دوري كرة القدم الإنجليزي 1919–20 هو موسم من دوري كرة القدم الإنجليزي. أقيم خلال الفترة 30 أغسطس 1919 وحتى 1 مايو 1920، وفاز فيه وست بروميتش ألبيون.